# Осітнянська сільська рада
Осітня́нська сільська́ ра́да — адміністративно-територіальна одиниця та орган місцевого самоврядування у Христинівському районі Черкаської області. Адміністративний центр — село Осітна.

## Загальні відомості
- Населення ради: 780 осіб (станом на 2001 рік)

## Населені пункти
Сільській раді підпорядковані населені пункти:
- с. Осітна

## Склад ради
Рада складається з 16 депутатів та голови.
- Голова ради: Назаренко Валентина Олексіївна
- Секретар ради: Митько Світлана Анатоліївна

### Керівний склад попередніх скликань
| Прізвище, ім'я, по батькові    | Основні відомості                                                                       | Дата обрання | Дата звільнення |
| ------------------------------ | --------------------------------------------------------------------------------------- | ------------ | --------------- |
| Осіпчук Василь Семенович       | Сільський голова, 1960 року народження, член Соціалістичної партії України              | 26.03.2006   | 31.10.2010      |
| Назаренко Валентина Олексіївна | Сільський голова, 1965 року народження, освіта середня спеціальна, член Партії регіонів | 31.10.2010   |                 |

Примітка: таблиця складена за даними сайту Верховної Ради України

### Депутати
За результатами місцевих виборів 2010 року депутатами ради стали:

#### За суб'єктами висування
| Суб'єкт висування                                       | Кількість обраних депутатів | %    |
| ------------------------------------------------------- | --------------------------- | ---- |
| Партія регіонів                                         | 13                          | 81,3 |
| Самовисування                                           | 2                           | 12,5 |
| Політична партія Всеукраїнське об'єднання «Батьківщина» | 1                           | 6,3  |

#### За округами
| № округу                                                | Прізвище, ім'я, по батькові    | Дата визнання обраним | Освіта             | Партійна приналежність                        | Відомості про обраного депутата                     |
| ------------------------------------------------------- | ------------------------------ | --------------------- | ------------------ | --------------------------------------------- | --------------------------------------------------- |
| Партія регіонів                                         |                                |                       |                    |                                               |                                                     |
| 1                                                       | Стеценко Іван Віталійович      | 05.11.2010            | середня спеціальна | член Партії регіонів                          | СТОВ"Маяк — Агро", ветлікар                         |
| 2                                                       | Пересунько Петро Станіславович | 05.11.2010            | середня            | член Партії регіонів                          | СТОВ"Маяк — Агро", бригадир                         |
| 3                                                       | Хливнюк Андрій Іванович        | 05.11.2010            | середня            | член Партії регіонів                          | СТОВ"Маяк — Агро", комбай-нер                       |
| 4                                                       | Хливнюк Тетяна Павлівна        | 05.11.2010            | середня спеціальна | член Партії регіонів                          | СТОВ"Маяк — Агро", завідувачка їдальні              |
| 6                                                       | Рижій Тамара Андріївна         | 05.11.2010            | вища               | член Партії регіонів                          | Осітнянська загальноосвітня школа І-ІІ ст., вчитель |
| 7                                                       | Розізнана Ніна Терентіївна     | 05.11.2010            | середня спеціальна | член Партії регіонів                          | Сіль- ськарада, секретар                            |
| 8                                                       | Карита Василь Миколайович      | 05.11.2010            | середня спеціальна | член Партії регіонів                          | СТОВ"Маяк — Агро", зав.складомПММ                   |
| 9                                                       | Валюх Віктор Олександрович     | 05.11.2010            | середня спеціальна | член Партії регіонів                          | СТОВ"Маяк — Агро", завгосп                          |
| 10                                                      | Назаренко Анатолій Григорович  | 05.11.2010            | середня            | член Партії регіонів                          | СТОВ"Маяк — Агро", зав .гаражем                     |
| 13                                                      | Валюх Лідія Іванівна           | 05.11.2010            | середня спеціальна | член Партії регіонів                          | СТОВ"Маяк — Агро", бухгалтер                        |
| 14                                                      | Нянько Юрій Олексійович        | 05.11.2010            | середня спеціальна | член Партії регіонів                          | СТОВ"Маяк — Агро", бригадиртракторноїбригади        |
| 15                                                      | Вавра Іван Петрович            | 05.11.2010            | середня спеціальна | член Партії регіонів                          | СТОВ"Маяк — Агро", головнийінженер                  |
| 16                                                      | Галак Володимир Миколайович    | 05.11.2010            | вища               | член Партії регіонів                          | СТОВ"Маяк — Агро", головнийбухгалтер                |
| Політична партія Всеукраїнське об'єднання «Батьківщина» |                                |                       |                    |                                               |                                                     |
| 11                                                      | Карайкоза Віктор Федорович     | 05.11.2010            | середня            | член Всеукраїнського об'єднання «Батьківщина» | пенсіонер                                           |
| Самовисування                                           |                                |                       |                    |                                               |                                                     |
| 5                                                       | Шпанко Тетяна Іванівна         | 05.11.2010            | вища               | член Партії регіонів                          | СТОВ"Маяк — Агро", бухгалтер                        |
| 12                                                      | Митько Світлана Анатоліївна    | 05.11.2010            | вища               | член Партії регіонів                          | СТОВ"Маяк — Агро", обліковець МТФ                   |